# Kvarteret Cadmus

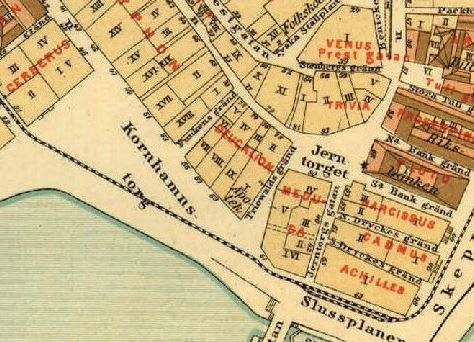
Kvarteren Achilles, Cadmus och Narcissus, A.R. Lundgrens karta från 1885.

Kvarteret Cadmus är ett kvarter i södra delen av Gamla stan i Stockholm. Kvarteret omges av Norra Dryckesgränd i norr, Skeppsbron i öster, Södra Dryckesgränd i söder och Järntorgsgatan i väster. Kvarteret består av två fastigheter: Cadmus 1 i öster och 2 i väster.

## Namnet
Nästan samtliga kvartersnamn i Gamla stan tillkom under 1600-talets senare del och är uppkallade efter begrepp (främst gudar) ur den grekiska och romerska mytologin. Cadmus är det latiniserade namnet för Kadmos, som i grekiska mytologin var grundare till staden Thebes och bror till Europa.

## Kvarteret

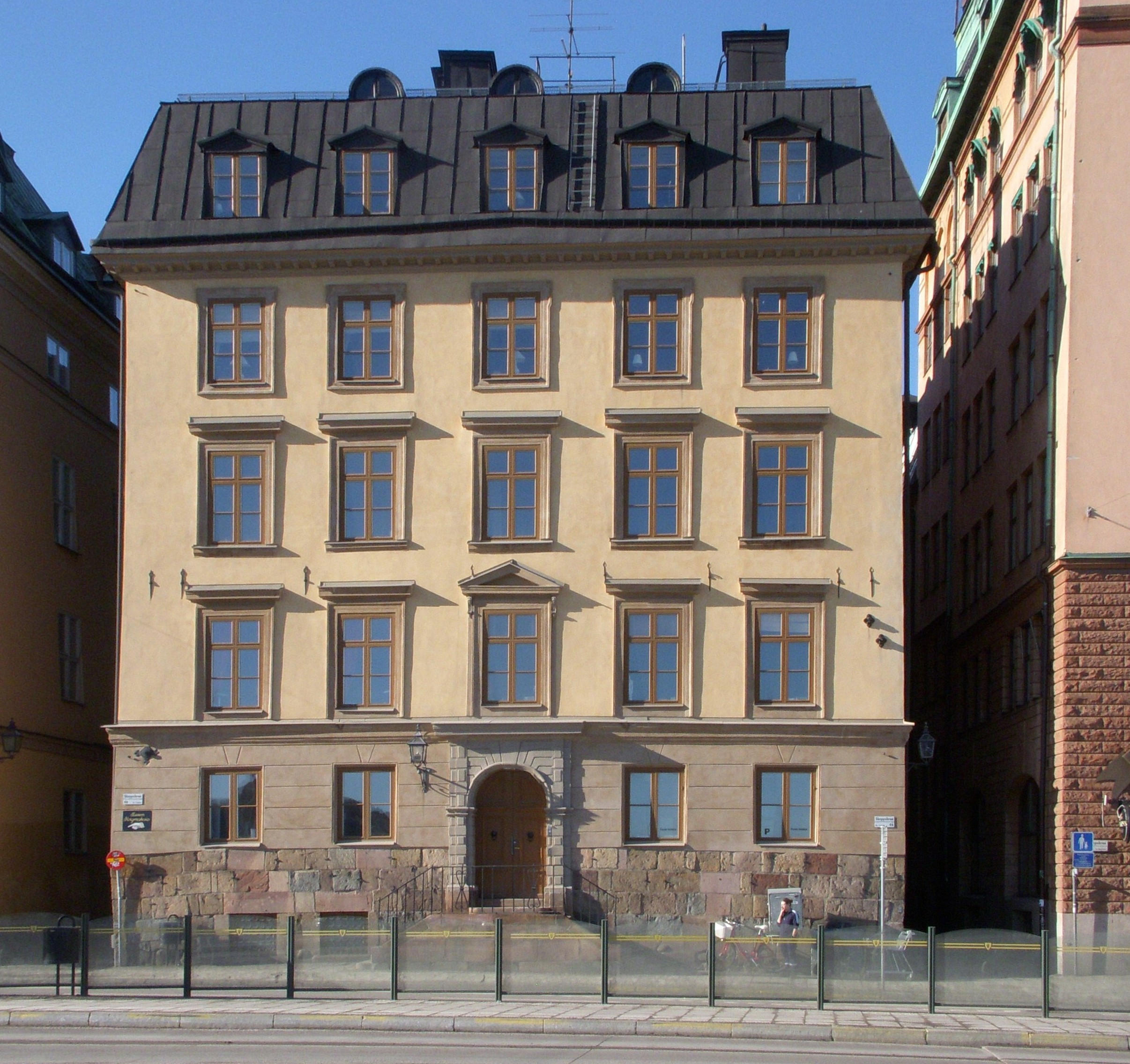
"Cadmus 1" (Skeppsbron 46), 2012.

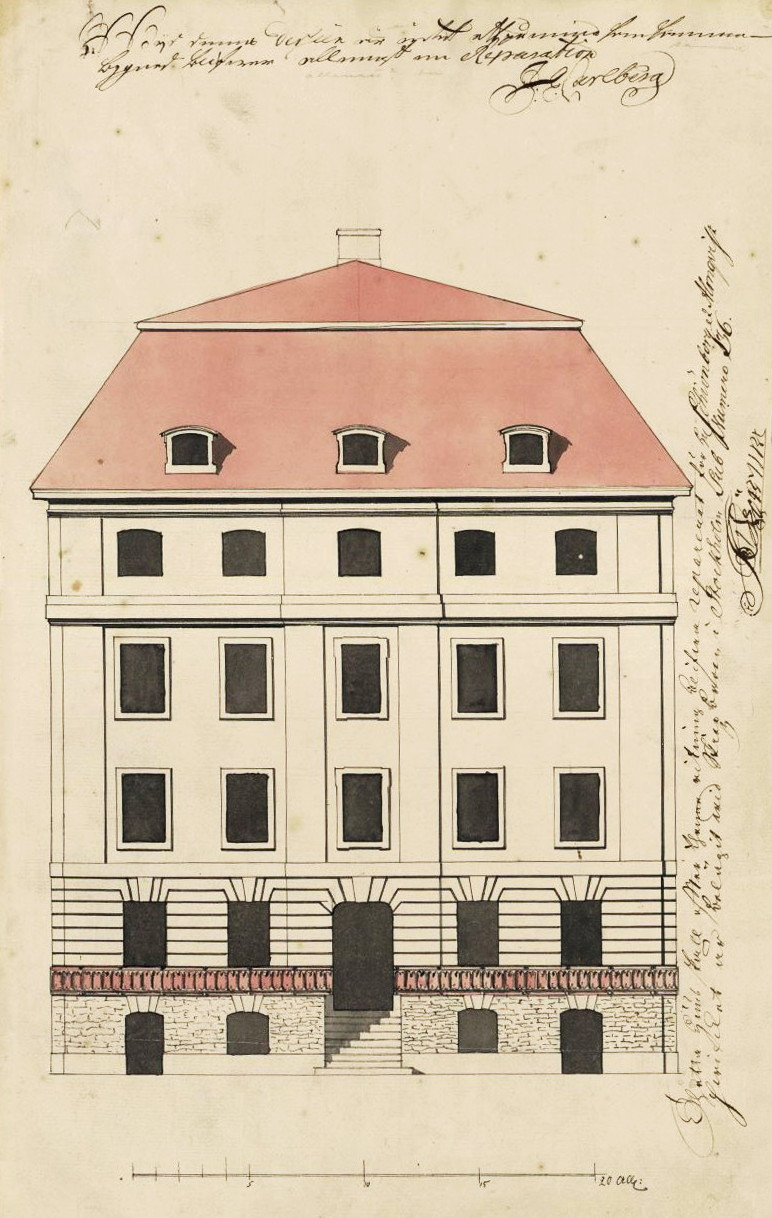
Ritning från 1741.

Kvarteret Cadmus är det mellersta av tre långsmala kvarter som ligger längst i söder i Gamla stan.  Söder om Cadmus återfinns kvarteret Achilles med Räntmästarhuset och i norr kvarteret Narcissus med restaurangen Zum Franziskaner.
Huset i Cadmus 1 (Skeppsbron 46) uppfördes 1648 för bagaråldermannen Wickman Corneliusson och är det enda längs Skeppsbron som har kvar en fritrappa. Mot Skeppsbron hade huset en låg, numera riven, envåningsutbyggnad på ömse sidor av entréporten med fritrappan. Byggnaden kröntes av en balustrad och innehöll butiker. Från 1600-tals huset återstår idag bara entréporten.
Cadmus 1 ägdes i slutet av 1600-talet av rådman Jonas Hansson Merling (död 1697) och såldes 1742 till tobaksspinneri-fabrikören Nils Schönborg. Från den tiden existerar en ändringsritning som förklarar: Thetta huus skall efter thenna ritning blifva reparerat för Hr. Schiönborg et Almqvist, hvilket är beläget vid Skiepsbroen i Stockholm Sub Numero 36. Då tillkom bland annat fritrappan, det brutna taket och den låga utbyggnaden mot Skeppsbron. Nils Schönborg (död 1769) och Daniel Almqvist eller Almquist (död 1760) ägde tobaksspinneriet Schönborg & Almquist som troligen låg i huset. Där sysselsattes tio spinnare, fyra rullare, 61 gossar och sex daglönare. 
Huset i Cadmus 2 (Järntorgsgatan 5) byggdes 1939-40 och ersatte en förfallen fastighet från 1600-talet. I bottenvåningen fanns den anrika krogen och restaurangen Bacci Wapen som öppnade 1813 under namnet Källaren Hoppet och stängde efter en konkurs 2002. Järntorgsgatan 5 påminner en jugendinspirerad utsmyckning med två putti som håller initialerna "B" och "W" om den tidigare verksamheten. Sedan år 2009 finns en filial av restaurangkedjan O'Learys i Bacci Wapens tidigare lokaler.

## Historiska bilder

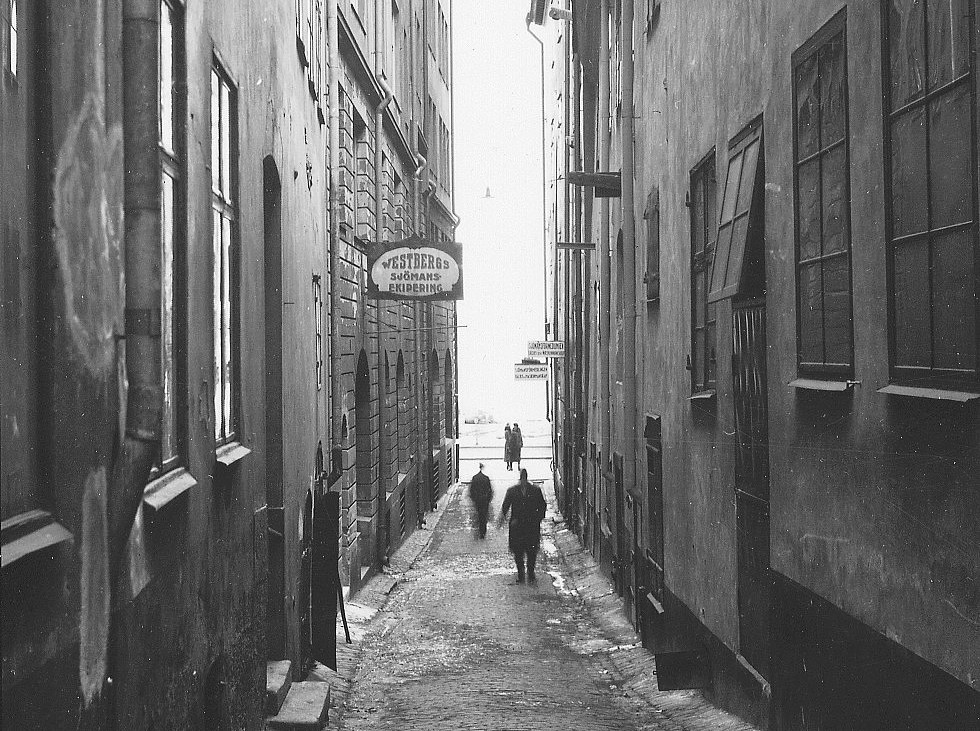
Norra Dryckesgränd vy mot Skeppsbron, 1930-tal
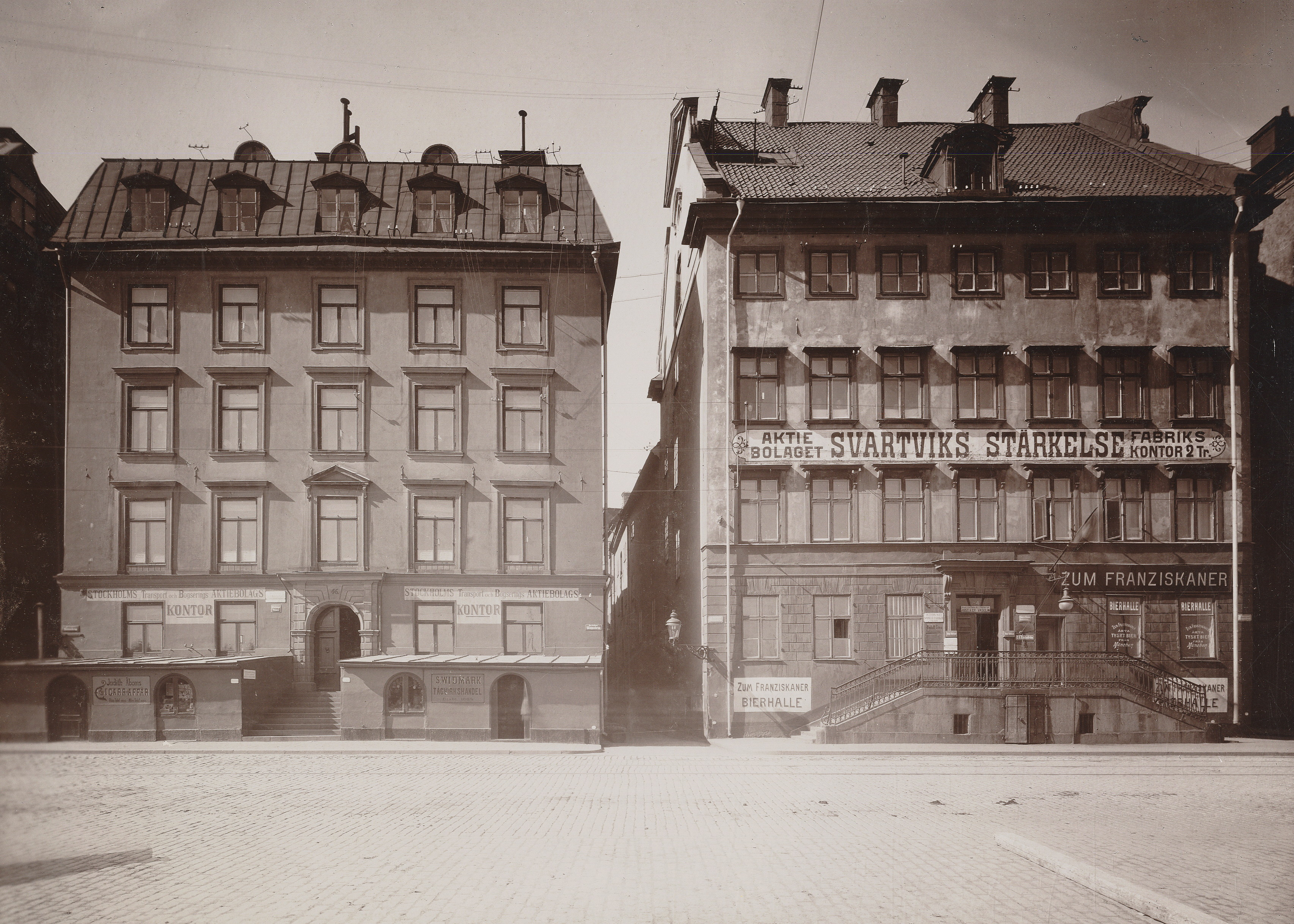
Cadmus 1 (Skeppsbron 46) och Narcissus 1 (Skeppsbron 44) år 1907
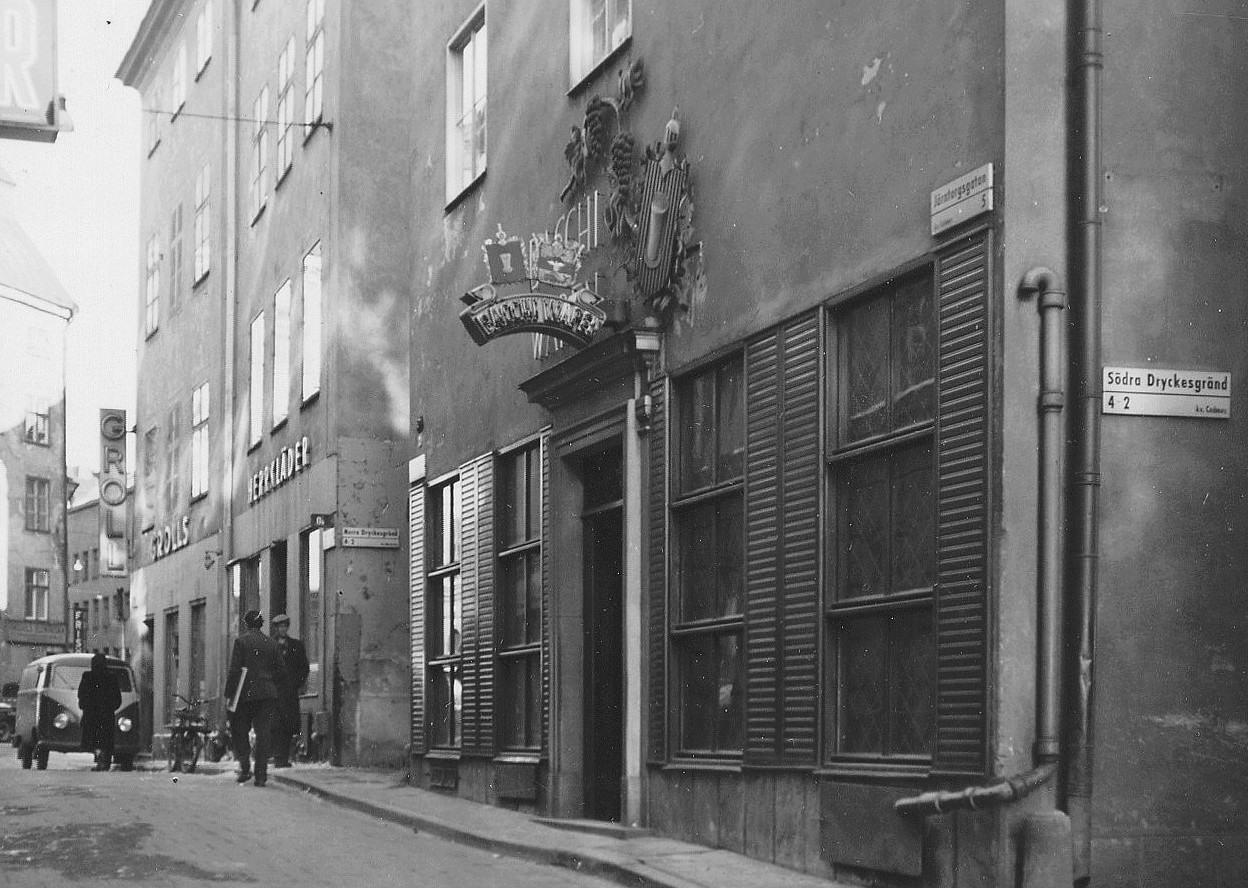
Cadmus 2 (Järntorgsgatan 5), entré till Bacci Wapen år 1953
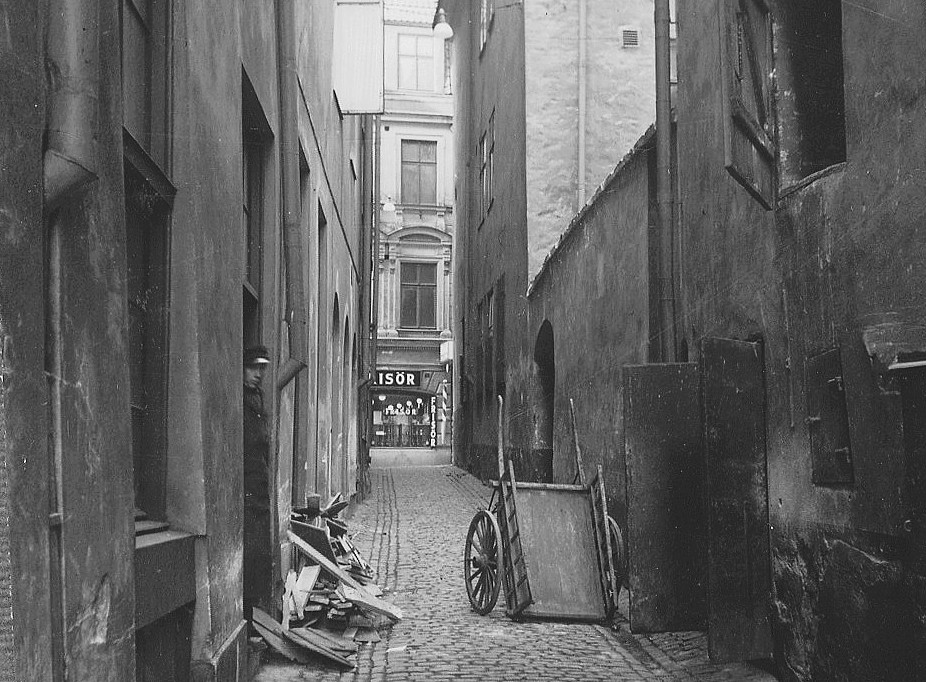
Södra Dryckesgränd vy mot Järntorgsgatan år 1939